# Murphy J. Foster
Murphy J. Foster (Franklin, 1849. január 12. – Franklin, 1921. június 12.) az Amerikai Egyesült Államok szenátora (Louisiana, 1901–1913).